# Ветий Аквилин
Ветий Аквилин (на латински: Vettius Aquilinus) е политик и сенатор на Римската империя през 3 век.
През 286 г. Аквилин е консул заедно с Марк Юний Максим.
Вероятно е баща или дядо на Гай Ветий Аквилин Ювенк, който е древнохристиянски писател.